# Sydmonton
Sydmonton är en by i civil parish Ecchinswell, Sydmonton and Bishops Green, i distriktet Basingstoke and Deane, i grevskapet Hampshire i England. Byn är belägen 28 km från Winchester. Sydmonton var en civil parish fram till 1932 när blev den en del av Ecchinswell and Sydmonton. Civil parish hade 139 invånare år 1931. Byn nämndes i Domedagsboken (Domesday Book) år 1086, och kallades då Sidemanestone.